# スゲヌマ

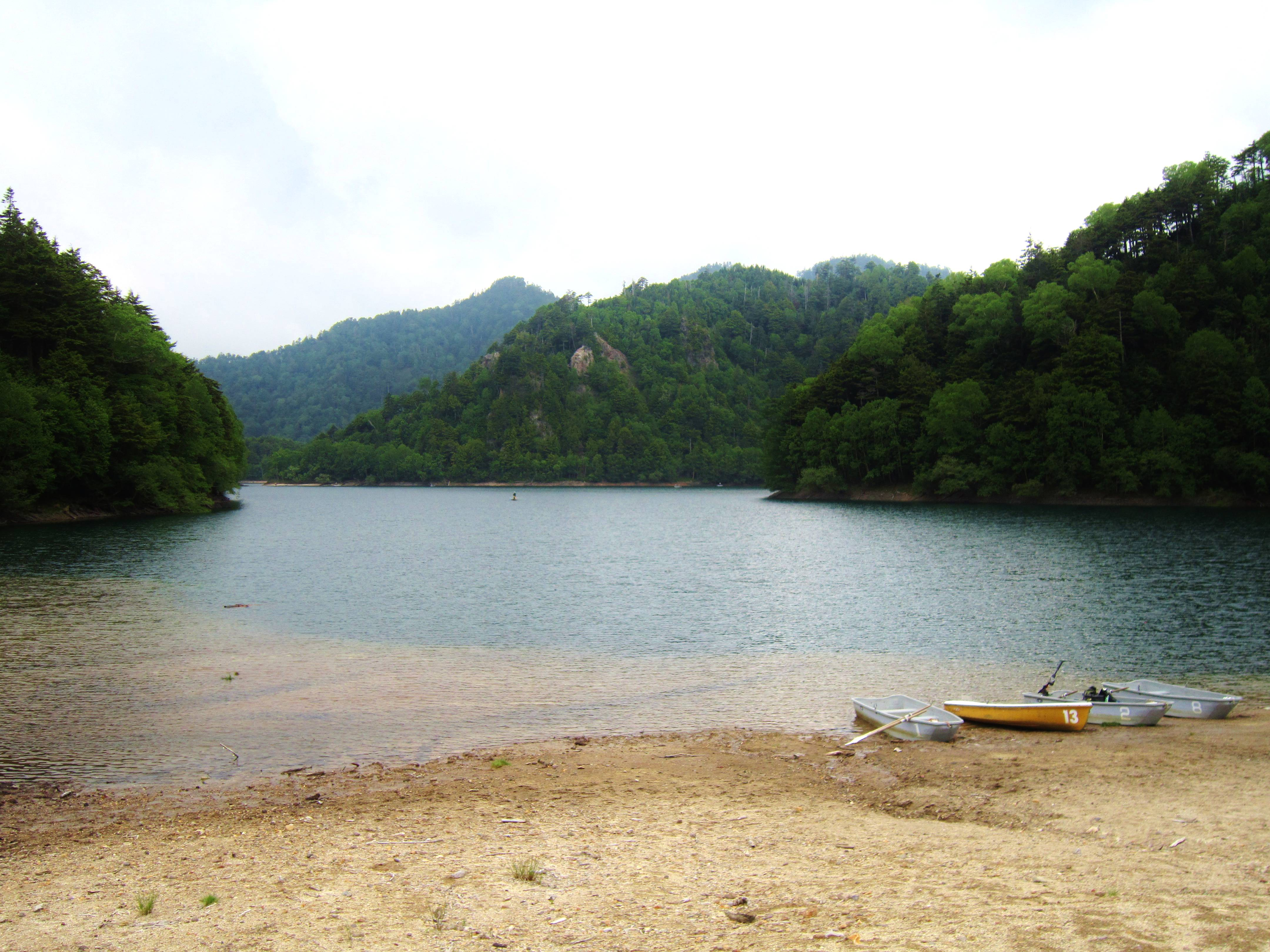
群馬県の菅沼

スゲヌマ（別名：カーネーシービー）とは、日本の競走馬である。第二次世界大戦目前の1938年に第7回東京優駿競走（日本ダービー）に優勝した。名前の由来は群馬県にある菅沼より。

## 生涯
1935年に千明牧場で生まれた。3歳になると騎手兼業の中村広のもとに預けられ調教を受けた。4月に中山競馬場の新呼戦でデビュー。初戦、2戦めは3着だったが、3戦めからは3連勝を挙げ、第7回東京優駿競走に出走。レースでは圧倒的1番人気だったタエヤマをゴール前交わし、4連勝で東京優駿競走に優勝した。なお、この年から競走名が東京優駿大競走より変更されている。
秋には一転して5連敗、横浜農賞はヒサトモの前にクビ差2着だった。12月には第1回の京都農林省賞典四歳呼馬（菊花賞）が行われたが出走していない。
翌1939年は初戦2着で連敗が6に伸びたが、ふたたび一転して帝室御賞典（春）を含む6連勝。ほかに横浜農賞でテツモン（京都農林省賞典四歳呼馬優勝馬）、クモハタ（同年の東京優駿優勝馬）を大差で下している。だが、11月に行われた目黒記念（秋）で1位入線するものの、のちに興奮剤の使用が発覚し失格となる事件を起こした。
結局この事件がもとで目黒記念を最後に引退することとなり、カーネーシービーの名で種牡馬入りした。1943年には日高種畜牧場に移り元の名スゲヌマで繋養されたが1945年8月に廃用。終戦の激変期だったこともあり、その後の消息は不明。種牡馬成績は振るわず産駒に見るべき馬はいない。

## 競走成績
- 1938年（11戦4勝）
  - 東京優駿競走、2着 - 横浜農賞
- 1939年（12戦8勝）
  - 帝室御賞典（春）、横浜特別、横浜農賞

## 評価
- 20世紀の名馬大投票 - 306位

## エピソード
- 500キログラム近い大型馬であった。のちに主戦騎手兼調教師の中村広は当時を振り返り「あの馬は柄は大きいけれど気分屋でね。攻め馬では走ったが、レースではその日の風まかせという面があった」[2]と語っていた。
- 馬主である千明賢治の息子、千明康は1963年にメイズイで、孫の千明大作は1983年にミスターシービーでそれぞれ日本ダービーにあたる競走を勝っている。馬主の親子三代での日本ダービー勝利は今のところ唯一の例である。
- 同馬が勝った帝室御賞典は発走直前に出走資格のない登録馬[注釈 1]が発覚し急遽取り消しとなった。「御賞典に失態」という見出しで新聞に掲載されている。

## 血統表
| スゲヌマの血統（ロックサンド系 / St. Simon4.5×5=12.50% Isonomy5×4=9.38%） | スゲヌマの血統（ロックサンド系 / St. Simon4.5×5=12.50% Isonomy5×4=9.38%） | スゲヌマの血統（ロックサンド系 / St. Simon4.5×5=12.50% Isonomy5×4=9.38%） | （血統表の出典） | （血統表の出典） |
| 父 *プライオリーパーク Priory Park 1922 鹿毛                              | 父の父Rocksavage 1915                                                     | Rock Sand                                                                 | Sainfoin         | Sainfoin         |
| 父 *プライオリーパーク Priory Park 1922 鹿毛                              | 父の父Rocksavage 1915                                                     | Rock Sand                                                                 | Roquebrune       |                  |
| 父 *プライオリーパーク Priory Park 1922 鹿毛                              | 父の父Rocksavage 1915                                                     | Manuka                                                                    | Eager            | Eager            |
| 父 *プライオリーパーク Priory Park 1922 鹿毛                              | 父の父Rocksavage 1915                                                     | Manuka                                                                    | Sempronia        |                  |
| 父 *プライオリーパーク Priory Park 1922 鹿毛                              | 父の母Chatham 1908                                                        | Darley Dale                                                               | St. Simon        | St. Simon        |
| 父 *プライオリーパーク Priory Park 1922 鹿毛                              | 父の母Chatham 1908                                                        | Darley Dale                                                               | Ismay            |                  |
| 父 *プライオリーパーク Priory Park 1922 鹿毛                              | 父の母Chatham 1908                                                        | Coronation Day                                                            | Ermak            | Ermak            |
| 父 *プライオリーパーク Priory Park 1922 鹿毛                              | 父の母Chatham 1908                                                        | Coronation Day                                                            | Farceuse         |                  |
| 母 国宝 1922 栗毛                                                         | 母の父*ガロン Gallon 1909 栗毛                                            | Gallinule                                                                 | Isonomy          | Isonomy          |
| 母 国宝 1922 栗毛                                                         | 母の父*ガロン Gallon 1909 栗毛                                            | Gallinule                                                                 | Moorhen          |                  |
| 母 国宝 1922 栗毛                                                         | 母の父*ガロン Gallon 1909 栗毛                                            | Flair                                                                     | St.Frusquin      | St.Frusquin      |
| 母 国宝 1922 栗毛                                                         | 母の父*ガロン Gallon 1909 栗毛                                            | Flair                                                                     | Glare            |                  |
| 母 国宝 1922 栗毛                                                         | 母の母*宝永 1907 鹿毛 オーストラリア産 （公式には血統も生年も不明）       | （ルームバー） （Loombah）                                                | （不詳）         | （不詳）         |
| 母 国宝 1922 栗毛                                                         | 母の母*宝永 1907 鹿毛 オーストラリア産 （公式には血統も生年も不明）       | （ルームバー） （Loombah）                                                | （不詳）         |                  |
| 母 国宝 1922 栗毛                                                         | 母の母*宝永 1907 鹿毛 オーストラリア産 （公式には血統も生年も不明）       | （アッヒヤランス） （“Appearance”）                                       | （不詳）         | （不詳）         |
| 母 国宝 1922 栗毛                                                         | 母の母*宝永 1907 鹿毛 オーストラリア産 （公式には血統も生年も不明）       | （アッヒヤランス） （“Appearance”）                                       | （不詳）         |                  |

父・プライオリーパークは1929年にイギリスから輸入された種牡馬。母国宝（競走名：カーネーションおよびコクホウ）は帝室御賞典など9勝した。国宝の母宝永は公式には血統が不明。1913年にオーストラリアから輸入されたいわゆる豪サラのホーヱイ（父・ルームバー、母・アッヒヤランスとされている）に比定する説がある。当時は血統登録制度が存在しなかったため公式な血統記録が残されておらず、のちに血統登録が始まると血統不詳馬として扱われ、サラブレッド系種に分類された。